# Zeldert
Zeldert est un hameau dans la commune néerlandaise d'Amersfoort, dans la province d'Utrecht. Le 1er janvier 2007, Zeldert comptait 360 habitants.